# Terremoto di Luzon del 1645
Il terremoto di Luzon del 1645 fu un sisma che si verificò il 30 novembre 1645 e che colpì la parte settentrionale delle Filippine, presso l'isola di Luzon.
L'isola venne colpita da un tremore di 7,5 Ms prodotto dallo scontro delle falde di San Manuel e di Gabaldon (Nueva Ecija) nella parte centrale dell'isola.
Le scosse si assestamento proseguirono per alcuni giorni, ed il 4 dicembre alle 23:00 si ebbe un nuovo terremoto (di uguale intensità o forse ancora più forte di quello del 30 novembre) che colpì l'area, causando ulteriori morti e distruzione.
A Manila, i danni furono notevoli: dieci nuove chiese da poco costruite in città erano sul punto di crollare, oltre a case e altre strutture. Si stima che 600 furono i morti in tutto e circa 3000 i feriti.